# Keiren Westwood
Keiren Westwood, né le 23 octobre 1984 à Manchester (Angleterre), est un footballeur international irlandais qui évolue au poste de gardien de but.

## Biographie

### En club
Le 22 juin 2011, il est recruté par Sunderland.
Le 7 juillet 2014, il rejoint Sheffield Wednesday, où il est gardien titulaire pendant trois saisons et demie. Cependant, Jos Luhukay, devenu entraîneur des Owls en janvier 2018, opte pour le jeune gardien Cameron Dawson comme titulaire, et Westwood se voit contraint de rester sur le banc. Quand Luhukay se voit limogé en décembre 2018 et remplacé par Lee Bullen, Westwood est de nouveau choisi comme gardien titulaire.

### En équipe nationale
Il joue son premier match en équipe d'Irlande le 29 mai 2009, en amical contre le Nigeria (1-1).
Il joue un match rentrant dans le cadre des éliminatoires de l'Euro 2012 et trois rencontres lors des éliminatoires du mondial 2014. Westwood reste sur le banc des remplaçants lors des phases finales de l'Euro 2012 et de l'Euro 2016. En 2016, l'équipe d'Irlande atteint les huitièmes de finale du championnat d'Europe, en étant battue par l'équipe de France.

## Palmarès

### En club
- Champion d'Angleterre de D4 en 2006 avec Carlisle United.

### Distinctions personnelles
- Membre de l'équipe-type de D3 anglaise en 2008.
- Membre de l'équipe-type de D2 anglaise en 2009 et 2015.